# Varanger

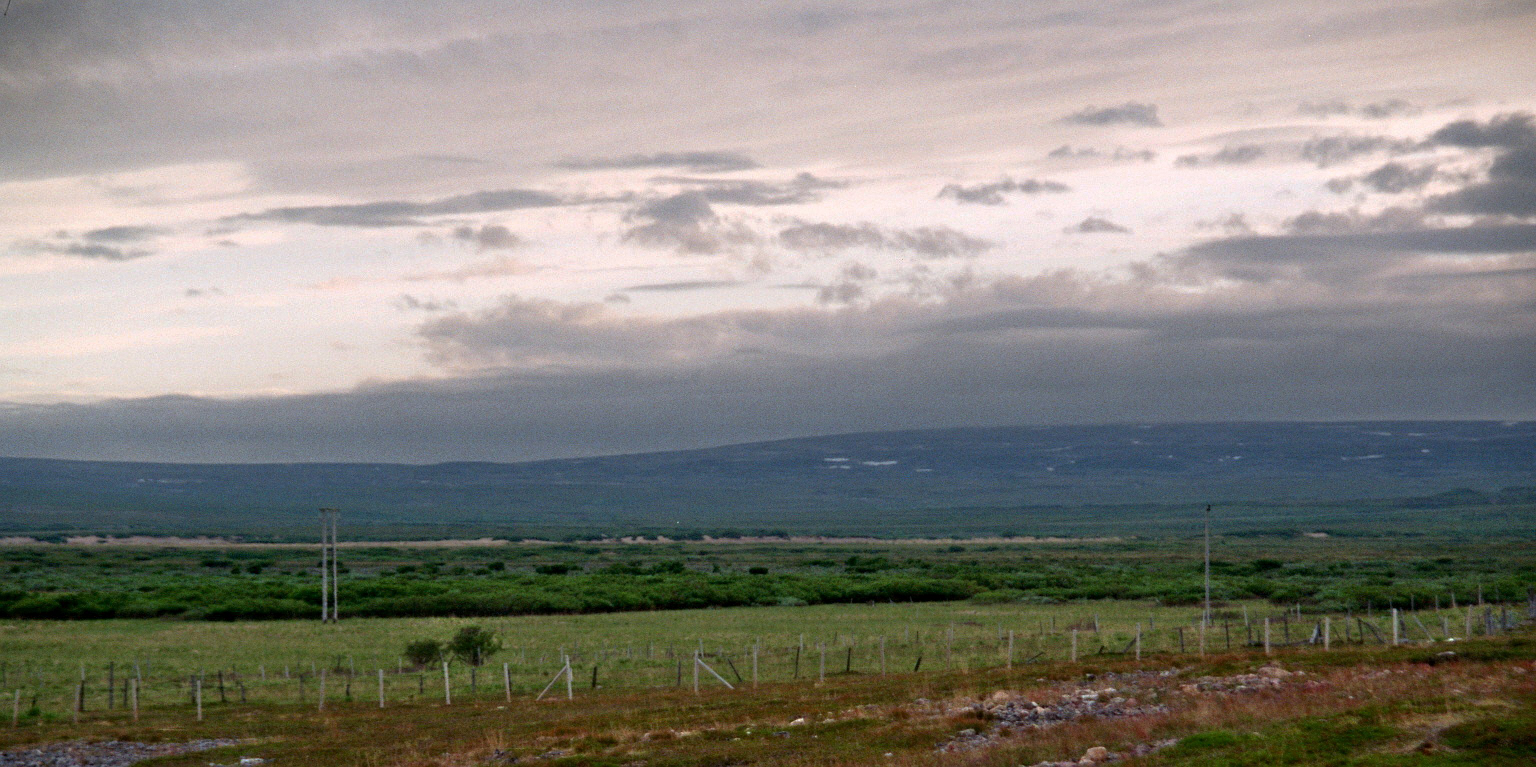
Krajina na poloostrově

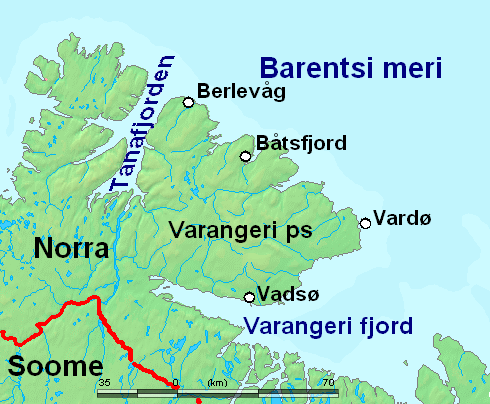
Mapa

Varanger (norsky Varangerhalvøya, severosámsky Várnjárga, kvensky Varenkinniemi) je poloostrov v severovýchodním Norsku, omývaný vodami Barentsova moře, od pevniny ho oddělují zálivy Tanafjord a Varangerfjord. Má rozlohu 2069 km² a patří ke kraji Finnmark, leží na něm obce Vadsø, Båtsfjord, Berlevåg, Vardø a částečně také Tana a Nesseby. Na poloostrově převažuje tundra, terén je členitý, nejvyšším vrcholem je Stangenestind (725  m n. m.). Vzhledem k drsnému klimatu a neúrodné půdě je Varanger osídlen jen řídce, převážně při mořském pobřeží, většinu obyvatel tvoří Sámové. Hlavními ekonomickými aktivitami jsou chov sobů a turistika, návštěvníci přijíždějí především kvůli rybolovu a pozorování mořského ptactva. Převážná většina území je od roku 2006 chráněna jako národní park Varangerhalvøya. Podle poloostrova je pojmenována geologická epocha varanger v neoproterozoiku, kdy v období kryogénu pokrývaly podle tzv. teorie sněhové koule téměř celou naši planetu ledovce.